# گمینا راخانگه
گمینا راخانگه (به لهستانی:  Gmina Rachanie) یک گمینا در لهستان است که در شهرستان توماشوف لوبلسکی واقع شده‌است. گمینا راخانگه ۹۴٫۰۵ کیلومتر مربع مساحت و ۵٬۳۷۶ نفر جمعیت دارد.